# Sveta Sofija Milanska

Sveta Sofija Milanska, starorimska kršćanska mučenica. Spomendan joj je 30. rujna,  a osobito se štuje u istočnim katoličkim i pravoslavnim Crkvama.
Bila je udovicom i majkom triju kćeri – Vjere (Fides, Pistis), Nade (Spes, Elpis) i Ljubavi (Caritas, Agape) – s kojima je zajedno skončala mučeništvom u progonima kršćana za carevanja Hadrijanova, oko 137. godine.
Zajedno sa svojim kćerima štuje se i kao Svete Vjera, Nada i Ljubav.